# 1-й Пролетарский корпус (НОАЮ)
1-й Пролетарский корпус НОАЮ (сербохорв. Први пролетерски корпус НОВЈ / Prvi proleterski korpus NOVJ) — воинское формирование Народно-освободительной армии Югославии (НОАЮ), создан 5 октября 1943 из 1-й Пролетарской и 6-й Пролетарской Ликской дивизий. Первый корпус в составе НОАЮ, выполняющий исключительно оперативную роль и не связанный с конкретной территорией. Насчитывал 8 тысяч солдат. Первым командиром корпуса был генерал-майор Коча Попович, политическим комиссаром — Миялко Тодорович (все — Народные герои Югославии). Корпус находился под непосредственным руководством Верховного штаба НОАЮ.

## Состав
При формировании в корпус вошли 1-я Пролетарская и 6-я Ликская дивизии. 15 сентября 1944 в его состав была включена оперативная группа в составе 5-й Краинской, 17-й Восточно-Боснийской и 21-й Сербской, что позволило повысить численность корпуса сначала до 21 тысячи, а затем и до 32 тысяч солдат. В конце октября 17-ю дивизию перевели в Южную оперативную группу. С 28 октября по 3 декабря 1944 в составе корпуса была 28-я Славонская дивизия, со 2 декабря — 2-я Пролетарская дивизия. По состоянию на конец декабря в корпусе насчитывалось около 50 тысяч солдат. 1 января 1945 корпус преобразован в 1-ю армию.

## Боевой путь
Дивизии корпуса участвовали в сражении за Баню-Луку 1943 года, Дрварской операции, боях за Дурмитор, освобождении Белграда, а также в боях на Сремском фронте. Корпус расформирован 1 января 1945 года в связи с созданием на его основе 1-й армии НОАЮ.